# Mag Péter
Mag Péter (Kécsa, 1931. október 29. – Bukarest, 2012. december 18.) romániai magyar közíró, szerkesztő, dramaturg.

## Életútja, munkássága
Középiskoláit Temesváron kezdte, Kolozsváron végezte (1953), a Bolyai Tudományegyetem magyar irodalom szakos hallgatója volt 1953 és 1955 között, a Babeș–Bolyai Tudományegyetemen történelem-filozófia szakos diplomát szerzett (1963), 1982-ben elvégezte a bukaresti újságírói fakultást.
Első írásait a Szabad Szó közölte (1946-47). Versekkel az aradi Vörös Lobogó hasábjain jelentkezett. Újságíró lett, a Romániai Magyar Szó, illetve az Előre (1949-55), Falvak Dolgozó Népe (1955-58), Tanügyi Újság (1958-63) szerkesztője, majd a temesvári 1. számú líceum tanára volt (1963-67), a Temesvári Állami Magyar Színház dramaturgjaként is működött 1967 és 1970 között. 1970 és 1972 között a Brassói Lapoknál dolgozott, végül a Román Televízió (1972-85), ezután a Román rádió főmunkatársa volt, 1990-ben a nemzetiségi főosztály vezetője. 1991-es nyugalomba vonulása után a Valóság, illetve a Változó Valóság közölte cikkeit.